# Unterseeboot U-100 (1917)
Pour les autres navires du même nom, voir Unterseeboot 100.
L'Unterseeboot U-100 est l’un des 329 sous-marins servant dans la Kaiserliche Marine pendant la Première Guerre mondiale. L'U-100 a participé à la campagne allemande contre le commerce allié (Handelskrieg) au cours de ce conflit.
L'U-100 est livré aux Alliés à Harwich le 21 novembre 1918, conformément aux exigences de l’armistice avec l’Allemagne. Après avoir été exposé à Blyth en décembre 1918, il est vendu le 3 mars 1919 par l’Amirauté britannique à George Cohen pour 2250 £ (hors moteurs) et est démantelé à Swansea. Ses moteurs ont été vendus à la Southend Corporation pour être utilisés dans une centrale électrique.

## Conception
L'U-100 avait un déplacement de 750 tonnes en surface et de 952 tonnes en immersion. Il avait une longueur hors tout de 67,60 m, et 54,02 m pour la coque sous pression, un maître-bau de 6,32 m, une hauteur de 8,25 m et un tirant d'eau de 3,65 m. Le sous-marin était propulsé par deux moteurs Diesel de 2400 ch (1800 kW) en surface et deux moteurs électriques de 1200 ch (880 kW) sous l’eau. Il avait deux arbres d'hélice. Il était capable d’opérer à des profondeurs allant jusqu’à 50 mètres.
La vitesse maximale du sous-marin était de 16,5 nœuds (30,6 km/h) en surface et de 8,8 nœuds (16,3 km/h) en immersion. Il pouvait parcourir 10100 milles marins (18700 km) à 8 nœuds (15 km/h) en surface et 45 milles marins (83 km) à 5 nœuds (9,3 km/h) en immersion. L'U-100 était armé de six tubes lance-torpilles de 50 centimètres, quatre à l’avant et deux à l’arrière, de douze à seize torpilles et d’un canon de pont de 10,5 cm SK L/45. Il avait un effectif de 36 hommes : 32 membres d’équipage et quatre officiers.

## Affectations
- Flottille II : du 31 mai 1917 au 11 novembre 1918.

## Commandants
- Kapitänleutnant Freiherr Degenhart von Loë[4] : du 31 mai 1917 au 30 septembre 1918.
- Kptlt. Friedrich Götting[5] : du 1er octobre au 11 novembre 1918.

## Navires coulés
| Date             | Nom           | Nationalité | Tonnage | Destin.   |
| ---------------- | ------------- | ----------- | ------- | --------- |
| 14 juin 1917     | Cedarbank     | Norvège     | 2825    | Coulé     |
| 17 juin 1917     | Gunhild       | Danemark    | 996     | Coulé     |
| 22 juin 1917     | Melford Hall  | Royaume-Uni | 6339    | Coulé     |
| 5 août 1917      | Kathleen      | Royaume-Uni | 3915    | Coulé     |
| 9 août 1917      | Blagdon       | Royaume-Uni | 1996    | Coulé     |
| 27 décembre 1917 | Adela         | Royaume-Uni | 685     | Coulé     |
| 15 février 1918  | Thalatta I    | Pays-Bas    | 358     | Endommagé |
| 21 février 1918  | Rio Verde     | Royaume-Uni | 4025    | Coulé     |
| 16 avril 1918    | Lake Michigan | Royaume-Uni | 9288    | Coulé     |
| 9 juin 1918      | Helene        | Pays-Bas    | 112     | Coulé     |
| 21 juin 1918     | Homer City    | Royaume-Uni | 4914    | Endommagé |
| 21 juin 1918     | Montebello    | Royaume-Uni | 4324    | Coulé     |